# 2005 en Algérie
Chronologie de l’Algérie
- 2001
- 2002
- 2003
- 2004
- 2005
- 2006
- 2007
- 2008
- 2009

Cet article présente les faits marquants de l'année 2005 en Algérie ou relatifs à l'Algérie; datation selon le calendrier grégorien.

## Événements
- Le sommet de la Ligue arabe 2005 réunit les représentants des pays membres de la Ligue arabe, pour quelques jours, à Alger.
- 1er mai : Gouvernement Ouyahia V
- 7 juillet : les autorités algériennes protestent contre une loi française qui reconnaît  « le rôle positif de la présence française outre-mer » [1]..
- 29 septembre : les Algériens sont appelés à voter « oui » ou « non » pour un texte qui donne mandat au chef de l’État d’agir en leur nom pour mettre fin définitivement à la violence.

## Sports

### Basket-ball
- Championnat d'Afrique masculin de basket-ball 2005
- Championnat d'Algérie de basket-ball 2005-2006

### Football
- Équipe d'Algérie de football en 2005
- Championnat d'Algérie de football 2004-2005
- Championnat d'Algérie de football 2005-2006
- Championnat d'Algérie de football de deuxième division 2004-2005
- Championnat d'Algérie de football de deuxième division 2005-2006
- Championnat d'Algérie de football de troisième division 2004-2005
- Championnat d'Algérie de football de troisième division 2005-2006
- Coupe d'Algérie de football 2004-2005
- Coupe d'Algérie de football 2005-2006
- Saison 2004-2005 de l'USM Alger
- Saison 2005-2006 de l'USM Alger
- Saison 2004-2005 de l'USM Blida
- Saison 2005-2006 de l'USM Blida

### Volley-ball
- Championnat du monde masculin de volley-ball des moins de 19 ans 2005

## Culture

### Cinéma
- Bab el web, comédie franco-algérienne de Merzak Allouache, sorti en 2005. Il a été tourné à Alger (Algérie) et à Paris (France).
- Douar de femmes, film algérien réalisé par Mohamed Chouikh et sorti en 2005.
- Le Quotidien des automates, court métrage d'animation algérien réalisé en 2005.
- Salade, film algérien réalisé en 2005.

## Naissances en 2005
- Naissance en Algérie en 2005

## Décès en 2005
- Décès en Algérie en 2005